# 荘真由美
荘 真由美（しょう まゆみ、 1965年2月5日 - ）は、日本の女性実業家、元声優。東京都練馬区大泉学園町出身。ケッケコーポレーション取締役。夫は声優の難波圭一。

## 経歴
練馬区立大泉第三小学校、練馬区立大泉学園中学校卒業。大妻女子大学中野女子高等学校（現：大妻中野高等学校）在学中の高校2年生の時に授業中にアニメ雑誌が回覧されており、読んだところ声優のインタビュー記事が載っており、「ああ、こういう職業もあるんだなぁ」と思った。その記事の横に勝田久の声優教室の記事を見つけて業界に興味を持つ。それまで、声優について何の知識もなく、「声優になりたい」と思ったこともなかったという。早速、帰宅し、「声優になりたいので、来春から高校と併行させて声優教室に通いたい」と願い出ていた。両親は大変に驚かれていた。大学に進学させたいと思ったことから、大妻女子大学の付属高校へ進学させたが、何を好きこのんで大学進学を断念し、「声優などというわけのわからぬ職業に……」と大いに嘆かれていたという。そこを誠意を持ち、涙とともに頼みこみ、親の承諾を得た。勝田の声優教室に入り、1年修業し、高校卒業後、青二塾東京校に2期生として入学。同塾卒業後、青二プロダクションのジュニアクラスとなり、その時にテレビアニメ『コアラボーイコッキィ』（ミミー役）でレギュラーとして抜擢されて声優デビュー。
かつては青二プロダクションに所属していた。
1990年5月20日、難波圭一との結婚(井上和彦らが式に出席)後も活動を続けていたが、同年末から1991年初頭にかけては出産のため、『美味しんぼ』の栗田ゆう子を除く当時の持ち役を全て降板。『美味しんぼ』の終了後、1992年には一度引退することとなった。その際、夫や業界関係者には「様子を見て時期が来たら復帰したい」と意思表示をしていたという。しかし不定期に活動を続行し、『美味しんぼ』のテレビスペシャル、ゲーム『QUOVADIS 2〜惑星強襲オヴァン・レイ〜』、難波主演のOVA作品、難波主催の劇団による舞台演劇などに出演。特に演劇は、年に1度は参加していたという。
その後、「子どもの成長」、「当時の関係者からの復帰依頼」、「ファンの要望」などを理由に、1990年代後半頃より本格的に復帰。復帰後の初レギュラーは、1997年の『夢のクレヨン王国』における武烈女王役となった。
現在はケッケコーポレーションの取締役であると同時に、2010年からは松濤アクターズギムナジウムの声優部門・主任講師となった。声優業からは完全に引退し、新人声優の育成にも携わっている。
引退後は表舞台に登場していなかったが、2024年には『美味しんぼ』で共演した井上和彦の50周年記念公演のアフタートーク（8月23日分）にスペシャルゲストとして特別出演した。

## エピソード

### 声質
『キテレツ大百科』のみよ子役には、荘の後任として本多知恵子が選ばれているが、この引継ぎは「違和感の無いスムーズな交代」の例としてよく挙がるものの1つである。アニメ版『キテレツ大百科』の大ファンを自負していた原作者・藤子・F・不二雄も、「全く気付かなかった」と発言している。
また日清チキンラーメンのCMにおいては、姉妹として登場する外国人少女の吹き替えを、荘が姉役・本多が妹役という形で担当したこともある（実年齢は本多の方が2歳年上）。

### 交友関係
- デビュー当時にインタビューの中で、目標とする声優として戸田恵子や藤田淑子を挙げていた。2人とは『キャッツ・アイ』第2期15話で共演した後、戸田とはOVA『戦え!!イクサー1』、藤田とは『キテレツ大百科』などで共演が実現している。
- 宮内幸平に『ドラゴンボール』収録時に手取り足取り演技指導してもらったことを、忘れられないエピソードとして後年語っている。生前の宮内とは同シリーズの他、『愛の若草物語』、『ルパン三世 風魔一族の陰謀』と共演が多かった。
- 久川綾は自著の中で、尊敬する声優として荘の名前を挙げている。また同時に、「青二塾に在学していた際、講師が『荘は在学時、様々な工夫をして勉強していた』と言っていた」と努力家の例に挙げていたエピソードも示している。

### その他
- 中学・高校時代は合唱部に所属していた[4]。
- かつてマミーパットのCMにナレーションだけでなく顔を出して出演した経験を持つ。また声優デビュー以前には、テレビドラマに何本か脇役として出演したこともある。
- これまで担当したキャラクターのうち、最も自然体で演じることができたものとして、またお気に入りの役として、一堂霧、ベス、栗田ゆう子、チチを挙げている（どの役も甲乙点け難いが、強いて選ぶならという意味である）[要出典]。
- 『愛の若草物語』では2代目オープニングテーマの『いつかきっと!』を、四姉妹を演じた他の声優と共にキャラクターとして歌っている。また、『Bugってハニー』においては、レギュラー出演こそしなかった（劇場版および第11話、第19話、第44話にゲスト出演）ものの、2代目エンディングテーマの『わたしと踊ってくれませんか』を単独で歌っている。この他、いくつかのアニメやゲームでキャラクターソングを歌ったことがある。
- 趣味はエアロビクス、水泳[7]。

## 後任
荘の休業に伴い、役を引き継いだ人物は以下の通り。
| 後任       | 役名           | 概要作品                   | 代役・後任の初担当作品                                           |
| ---------- | -------------- | -------------------------- | ---------------------------------------------------------------- |
| 渡辺菜生子 | チチ           | 『ドラゴンボールZ』        | 『ドラゴンボールZ 超サイヤ人だ孫悟空』                           |
| 本多知恵子 | 野々花みよ子   | 『キテレツ大百科』         | 1991年4月28日放送回                                              |
| 潘恵子     | らーめんてんし | 『それいけ!アンパンマン』  |                                                                  |
| 富沢美智恵 | 芹沢未来       | 『スーパーリアル麻雀PIII』 | 移植版                                                           |
| 沢村真希   | クム           | 『機動戦士Ζガンダム』      | 『機動戦士ΖガンダムII A New Translation -恋人たち-』             |
| 木村亜希子 | マジョルカ     | 『おジャ魔女どれみ』       | Blu-ray BOX 初回生産限定特典ドラマCD「小悪魔なおんぷはいかが？」 |

## 出演
太字はメインキャラクター。

### テレビアニメ
1984年
- キャッツ・アイ（花嫁）
- コアラボーイコッキィ（ミミー）

1985年
- うる星やつら
- 機動戦士Ζガンダム（クム、ハロ、キッカ・コバヤシ）
- ゲゲゲの鬼太郎（第3作）（1985年 - 1987年、少女、少年A、マキ、君子、カオリ、花子、アルメラ、モモコ、ヒ一族 娘）
- コンポラキッド（有見衣音）
- 小公女セーラ（ナレーション〈BS放送時〉）
- 超獣機神ダンクーガ（看護婦）
- ドラえもん（テレビ朝日版第1期）（伊藤つばさ〈2代目〉、「きこりの泉」の女神様）

1986年
- 愛少女ポリアンナ物語（ミリー）
- 宇宙船サジタリウス（リブ〈初代〉）
- 機動戦士ガンダムΖΖ（クム、ハロ）
- 銀牙 -流れ星 銀-（泊り客B）
- ドラゴンボール（1986年 - 1989年、チチ、ミーサ姫）
- ハイスクール!奇面組（1986年 - 1987年、一堂霧）
- Bugってハニー（1986年 - 1987年、マイ 他）
- メイプルタウン物語（ダイアナ、ミック）
- めぞん一刻（音無郁子）
- ワンダービートS（マユミ）

1987年
- 愛の若草物語（ベス）
- 赤い光弾ジリオン（セシル）
- エスパー魔美（ニーナ）
- きまぐれオレンジ☆ロード（小田久美子、まどかの不良仲間、女、スケバン）
- シティーハンター（稚姫）
- ついでにとんちんかん（てる子）
- 新メイプルタウン物語 パームタウン編（先生、スウ、ダイアナ、ミック、ジョジョ）
- レディレディ!!（メアリ・ウィバリー）

1988年
- 美味しんぼ（1988年 - 1993年、栗田ゆう子） - 1シリーズ + 特別編2作品
- 仮面の忍者 赤影（繭姫）
- キテレツ大百科（1988年 - 1991年、野々花みよ子〈初代〉、おみよ〈初代〉、幽霊）
- 小公子セディ（ナレーション）
- それいけ!アンパンマン（らーめんてんし〈初代〉）
- 超音戦士ボーグマン（少女A）
- トランスフォーマー 超神マスターフォース（メアリー）
- ハロー!レディリン（キャサリン・ベーカー）
- ビックリマン（1988年 - 1989年、如面善薩 / 如面幻神）
- ひみつのアッコちゃん（第2作）（冬木春子、鏡の精、尾手戸ひめこ）
- 燃える!お兄さん（女学生B、マーメイドお由美）

1989年
- 悪魔くん（キララ）
- ドラゴンボールZ（1989年 - 1990年、チチ〈初代〉）
- 魔法使いサリー（1989年版）（ドリーム）

1990年
- 魔動王グランゾート（シャーベット）

1992年
- クレヨンしんちゃん（四万末良子）

1994年
- 七つの海のティコ（ナレーション）

1996年
- こちら葛飾区亀有公園前派出所（麻里今日子〈2代目〉）

1997年
- こどものおもちゃ（美代子）
- さくらももこ劇場 コジコジ（1997年 - 1999年、ナレーション、ひな子、ミミズ、カツブー）
- 夢のクレヨン王国（武烈女王）

1998年
- 吸血姫美夕（美夕の母）
- 金田一少年の事件簿（鳥丸奈緒子）
- グランダー武蔵RV（マーリン）
- ひみつのアッコちゃん（第3作）（マダム陳）

1999年
- おジャ魔女どれみ（1999年 - 2002年、マジョルカ、日舞の先生、マジョミラー、ミカさん） - 4シリーズ
- 週刊ストーリーランド（ナレーター）

2000年
- ビックリマン2000（動ピングラマー）
- 名探偵コナン（2000年 - 2006年、鴻上舞衣、遠野ゆり子）

2001年
- しあわせソウのオコジョさん（ゆうたの母、隣の漫画家）
- 破邪巨星Gダンガイオー（ミア・アリス）

2003年
- 銀河鉄道物語（ライザ・キング）
- 金色のガッシュベル!!（シェリーの母）

2004年
- ふたりはプリキュア（2004年 - 2005年、美墨理恵） - 2シリーズ

2005年
- 甲虫王者ムシキング 森の民の伝説（バビ）

2006年
- ブラック・ジャック（花村和恵）
- N・H・Kにようこそ!（佐藤静枝）

2007年
- ナイトウィザード The ANIMATION（くれは母）
- ラブ★コン（海坊主の嫁）

### 劇場アニメ
1985年
- ペンギンズ・メモリー 幸福物語（ペギー）

1986年
- メイプルタウン物語（ダイアナ）

1987年
- 聖闘士星矢 邪神エリス（絵梨衣）
- Bugってハニー メガロム少女舞4622（マイ）
- 新メイプルタウン物語 パームタウン編（ダイアナ）
- ルパン三世 風魔一族の陰謀（紫）

1988年
- エスパー魔美 星空のダンシングドール（水谷朋子）
- 機動戦士SDガンダム（ハロ）
- 機動戦士ガンダム 逆襲のシャア（チェーミン・ノア）
- 火の雨がふる（品川頼子）
- めぞん一刻 完結編（音無郁子）
- レディレディ!!（メアリ）

1989年
- それいけ!アンパンマン キラキラ星の涙（らーめんてんし）
- ドラゴンボールZ（チチ）

1990年
- ドラゴンボールZ この世で一番強いヤツ（チチ）
- ドラゴンボールZ 地球まるごと超決戦（チチ）

1999年
- ドラえもん のび太の宇宙漂流記（フレイヤ）

### OVA
1985年
- 戦え!!イクサー1（加納渚）
- メガゾーン23（夢叶舞）

1986年
- ウォナビーズ（ドリームエンジェルス）
- キン肉マンの交通安全（少年D）
- デルパワーX 爆発みらくる元気!!（秋瀬弘子）

1987年
- かってにシロクマ（ウリ坊）
- 禁断の黙示録 クリスタル・トライアングル（香月ミーナ）
- 超獣機神ダンクーガ GOD BLESS DANCOUGA（道那賀小百合）
- 大魔獣激闘 鋼の鬼（リーズ）
- TWD EXPRESS ROLLING TAKEOFF（リナ）
- スペース・ファンタジア 2001夜物語（モリソン）
- 破邪大星ダンガイオー（ミア・アリス）
- バブルガムクライシス PART4 REVENGE ROAD（ナオミ）

1988年
- 悪魔の花嫁 蘭の組曲（伊布美奈子）
- アップルシード（ヒトミ）
- 宇宙家族カールビンソン（コロナ）
- 吸血姫美夕（爛佳）
- ガルフォース3 STARDUST WAR（シルディ）
- 機動警察パトレイバー（欄佳）
- 機動戦士SDガンダム（ハロ）
- 冥王計画ゼオライマー（幽羅帝）

1989年
- 青き炎（海津操）
- 海の闇、月の影（小早川流風）
- 機動戦士SDガンダムMARK-II（チェーミン）
- きまぐれオレンジ☆ロード 白い恋人たち（幽霊の娘）
- 星猫フルハウス（ギャネット）
- 朱鷺色怪魔（雷鳴〈月村鳴〉、月村麻穂）
- 左のオクロック!!（葵）
- MEGAZONE23 III（ヤコブの秘書）

1990年
- 気ままにアイドル（築山文子）
- スーパーリアル麻雀▽かすみ▽ミキ▽ショー子のはじめまして（芹沢未来）
- ひとりぼっちの宇宙戦争（エミ）
- 花のあすか組! 2 ロンリーキャッツ・バトルロイヤル（ユカリ）

1994年
- ヤンキー烈風隊5 血の掟!遠州血獄一家（恋沼真梨）

1996年
- ヤンキー烈風隊6（恋沼真梨）

2000年
- ブラック・ジャック（都築摩知子）

2004年
- おジャ魔女どれみナ・イ・ショ（マジョルカ）

### ゲーム
1988年
- スーパーリアル麻雀PIII（芹沢未来〈初代〉）

1989年
- イースI・II（レア）
- ゴールデンアックス（王妃）

1990年
- デスブリンガー（クローディア）
- ファイナルゾーン（リン・モモコ）

1992年
- デスブリンガー 秘められた紋章（クローディア）

1997年
- QUOVADIS 2〜惑星強襲オヴァン・レイ〜（クリス）

1998年
- ファルコムクラシックス2（レア、タルフ・ハダル）

2000年
- NEUES（ケイティ・アルデア）
- ファイナルゾーンII（リン・モモコ）

2002年
- おジャ魔女どれみドッカ〜ン!にじいろパラダイス（マジョミラー）
- スーパーロボット大戦IMPACT（ミア・アリス）

2003年
- ドラゴンボールZ（チチ）

### 吹き替え
- ナイトライダー シーズン3 #6
- ネバーエンディング・ストーリー（幼心の君〈タミー・ストロナッハ〉）※ソフト版

### CD
- カセット文庫冒険!イクサー3（加納渚）
- イクサー1 黄金の戦士（ラウラ姫）
- 冒険!イクサー3 おまたせ、誕生!イクサー3（渚の母）
- 破邪大星ダンガイオー 彈劾凰対イクサー1 宇宙大激突！（ミア・アリス）
- 歌姫たちのプレリュード（女教師、賢者A）
- カセット・テープの伝言（少女）
- 角川カセットブック機動戦士ガンダム 逆襲のシャア ベルトーチカ・チルドレン（クェス・パラヤ）
- きまぐれオレンジ☆ロード
- 吸血鬼ハンターD 妖殺行（レイラ）
- きらきら馨る（栞）
- 金田一耕助の冒険2（小山田美代子）
- クラッシャーズ Knight&Ran（山岸暁子）
- 西風の戦記
- 星へ行く船（森村あゆみ）
- 獣装機攻ダンクーガノヴァ ドラマCD EXTRA MISSION 2「雪原に、吠えろ！ 獣戦機」（ツヅレ屋女将）
- 優&魅衣（大矢藍）
- ロードス島戦記（リディア）

### テレビドラマ
- 新・翔んだカップル2

### ラジオドラマ
- 幻奏戦記RuLiLuRa（女教師、賢者A）

### 舞台
- 恋の天秤
- 夜叉
- エニグマ変奏曲[26]

### その他コンテンツ
- エスパー魔美 パイロットフィルム（佐倉魔美）
- 源氏物語より・桐壺（朗読）
- こどもにんぎょう劇場「最後の一葉」（スー）
- サンリオピューロランド（エミィ）
- ハーモニーランド（エミィ）

## 音楽
- 紅いランタン通り（メガゾーン23PART II 秘密く・だ・さ・い）※冨永みーな、川村万梨阿と共同で歌う
- いつか王子さまが（メガゾーン23PART II 秘密く・だ・さ・い）※冨永みーな、川村万梨阿と共同で歌う
- 今が一番いい時（メガゾーン23PART II 秘密く・だ・さ・い）※川村万梨阿と共同で歌う
- いつかきっと!（愛の若草物語 OP）※潘恵子、山田栄子、佐久間レイと共同で歌う
- 今・恋・してる（スーパーリアル麻雀▽かすみ▽ミキ▽ショー子のはじめまして）
- 卒業〜GRADUATION〜（スーパーリアル麻雀▽かすみ▽ミキ▽ショー子のはじめまして ED）山本百合子、柴田由美子と共同で歌う
- 心から濡れた二人（ドラゴンボールZ）※野沢雅子とのデュエット
- ママは倖せ祈ってる（ドラゴンボールZ）※セリフで参加
- 多角形物語（優&魅衣）※塩屋翼、川浪葉子、江森浩子と合同で歌う
- RAINY LOVE（戦え!!イクサー1 ACT-II イクサーΣの挑戦）
- わたしと踊ってくれませんか（Bugってハニー／Bugってハニー メガロム少女舞4622 ED）